# Conus achatinus
Conus achatinus ist eine Meeresschnecke, die im Indischen Ozean, Roten Meer und dem Westpazifik vorkommt. Wie alle Mitglieder der Gattung Conus ist sie eine Raubschnecke, die ihre Opfer mit Gift tötet, und zwar frisst sie Fische. Conus achatinus wurde 1791 von Johann Friedrich Gmelin erstmals beschrieben.

## Beschreibung
Die Höhe des Gehäuses variiert und liegt zwischen 35 mm und 100 mm. Auf der Schale sind leichte netzartige Furchen zu erkennen. Die Farbe der Schale ist fahlblau und ist pink bis violett marmoriert. Über der Schale liegt eine olivbraune Epidermis.
Die Oberseite des Fußes ist kremfarben und orange oder braun gefleckt. In der Mitte des Vorderabschnitts vereinigte sich eine schwarz gepunktete Linie vor dem Rand zu einem großen schwarz gefleckten dreilappigen Bereich. Die Fußsohle ist rötlich-braun oder braun gefleckt, in der Mitte dunkler. Die Seiten des Fußes sind weiß mit braunen Flecken. Das Rostrum ist gelbbraun mit wechselnd brauner Sprenkelung. Die Fühler sind weiß und können dunkelgelbe Spitzen haben. Der Sipho ist weiß bis gelbbraun, auf der Oberseite braun und rot gefleckt, die Spitze weiß.
Die mit einer Giftdrüse verbundenen Radula-Zähne haben an der Spitze einen kräftigen Widerhaken, gegenüber einen großen zweiten Widerhaken und nach hinten einen Widerhaken mit einer gekrümmten Spitze. Sägung und Sporn an der Basis fehlen.
Da Conus achatinus auch für Menschen giftig sein kann, sollten lebende Exemplare mit großer Vorsicht behandelt werden.

## Verbreitung und Lebensraum
Conus achatinus ist im Indopazifik von der Küste Mosambiks und Tansanias bis nach Australien, zu den Philippinen und nach Melanesien verbreitet, fehlt aber im Roten Meer.
Er lebt in der Gezeitenzone und etwas darunter auf Sand unter Steinen, aus Korallengeröll und in Felsspalten unter Korallen.

## Entwicklungszyklus
Wie alle Kegelschnecken ist Conus achatinus getrenntgeschlechtlich, und das Männchen begattet das Weibchen mit seinem Penis. Das Weibchen befestigt einzeln an Felsen oder Muschelschalen zahlreiche Eikapseln, die an der Nordküste Australiens bei durchschnittlich großen Weibchen etwa 10 bis 13 mm lang und 6 bis 7 mm breit sind, bei größeren Weibchen 17 bis 19 mm lang und 10 bis mm breit. Die Größe der Eier und die Länge einer möglichen pelagischen Phase der Veliger-Larven beziehungsweise die Frage, ob fertige Schnecken schlüpfen, sind nicht untersucht.

## Ernährung
Conus achatinus frisst kleine Fische, die er mit seinen Radulazähnen harpuniert und mithilfe des Gifts aus seiner Giftdrüse immobilisiert.

## Systematik
Derzeit gibt es drei verschiedene Vorschläge für die Einteilung der Kegelschnecken. Ursprünglich wurden fast alle Kegelschnecken in die Gattung Conus gestellt. Das entspricht auch dem Wunsch von Ärzten nach einer stabilen Systematik. Die Kegelschnecken sind für die Humanmedizin wegen ihrer Gifte wichtig und sollen klar identifizierbar sein. Nach neueren morphologischen Arbeiten wurde die Familie in 115 Gattungen unterteilt. Eine nach molekulargenetischen Gesichtspunkten zusammengestellte Systematik aus dem Jahre 2014 unterteilt die Gattung Conus in 71 Untergattungen. Conus achatinus wird dabei in die Gattung bzw. Untergattung Virroconus gestellt.